# Verdelot
Verdelot est une commune française située dans le département de Seine-et-Marne en région Île-de-France.

## Géographie

### Localisation
Le village est situé à 24 km au nord-est de Coulommiers et à 14 km au nord de La Ferté-Gaucher.

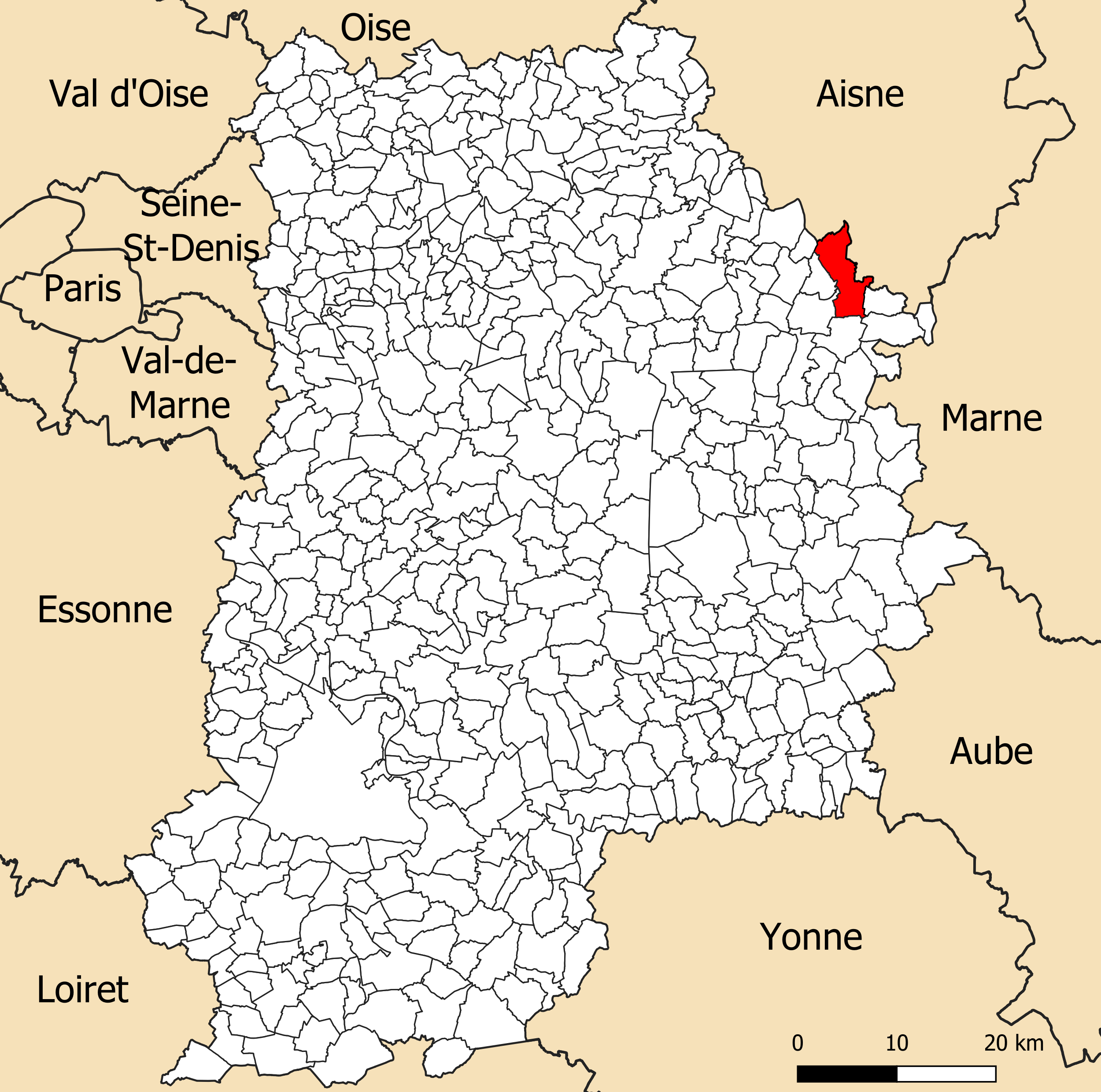
Localisation de la commune de Verdelot dans le département de Seine-et-Marne.

### Communes limitrophes

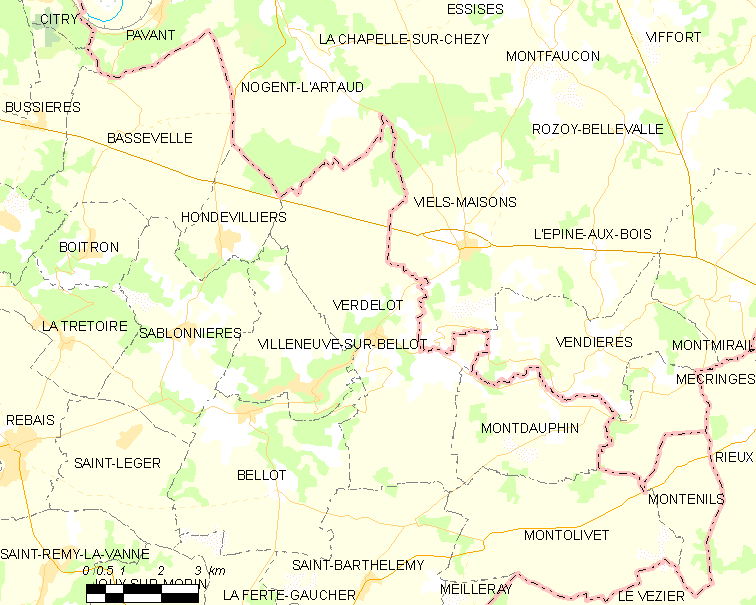
Carte des communes limitrophes de Verdelot.

Les communes limitrophes sont Nogent-l'Artaud, Vendières, Viels-Maisons, Bellot, Hondevilliers, Montdauphin, Montolivet, Saint-Barthélemy et Villeneuve-sur-Bellot.
| Hondevilliers         | Nogent-l'Artaud  | Viels-Maisons          |
| Villeneuve-sur-Bellot | Verdelot         | Vendières              |
| Bellot                | Saint-Barthélemy | Montdauphin Montolivet |

### Géologie et relief
Le paysage est formé de petites collines (hauteur maximale 215,60 m à la butte Saint-Georges, second point culminant naturel de l'Île-de-France après les Buttes de Rosne à 216,00 m).
La commune est classée en zone de sismicité 1, correspondant à une sismicité très faible.

### Hydrographie

#### Réseau hydrographique

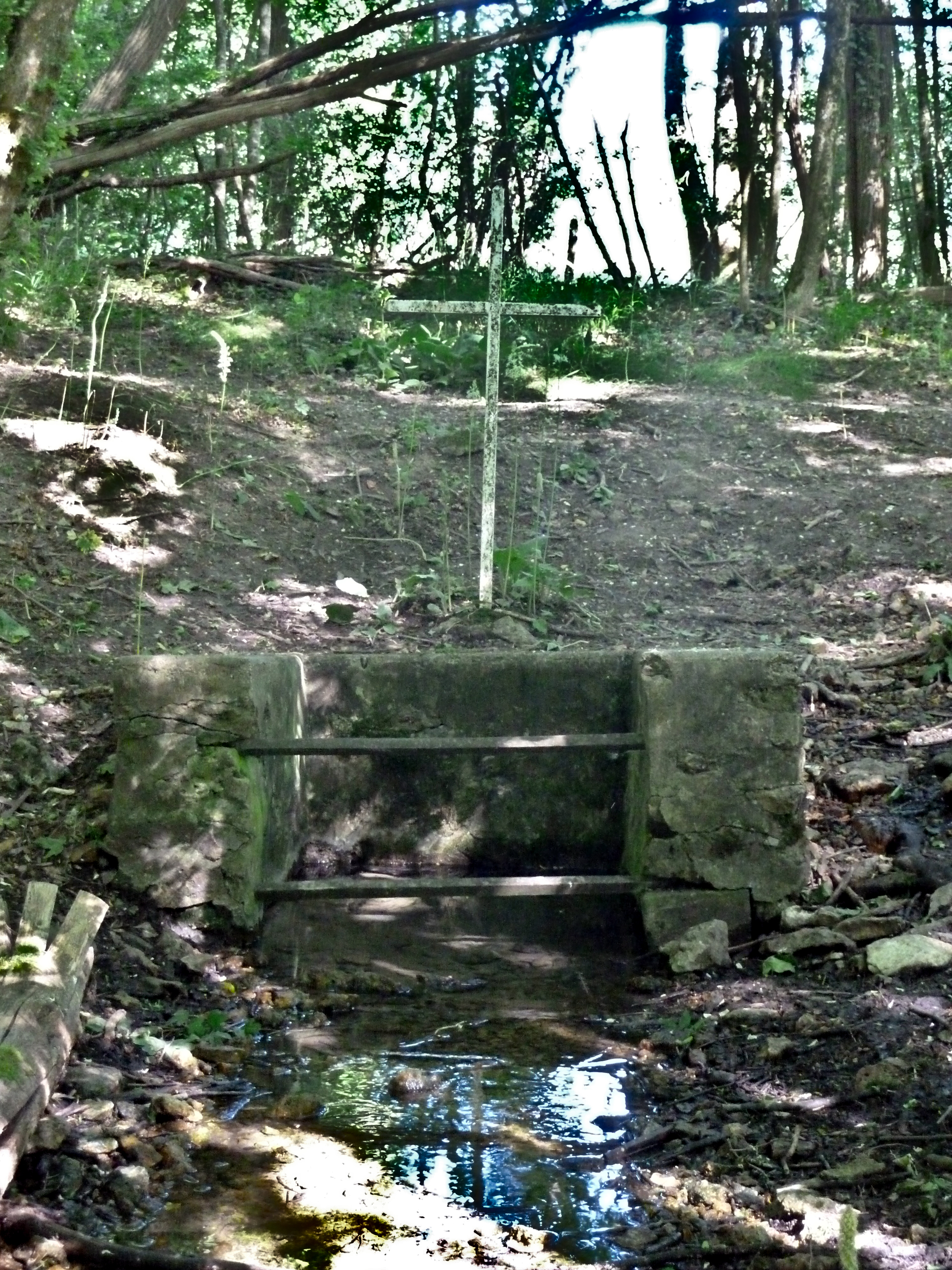
Fontaine aux fièvres

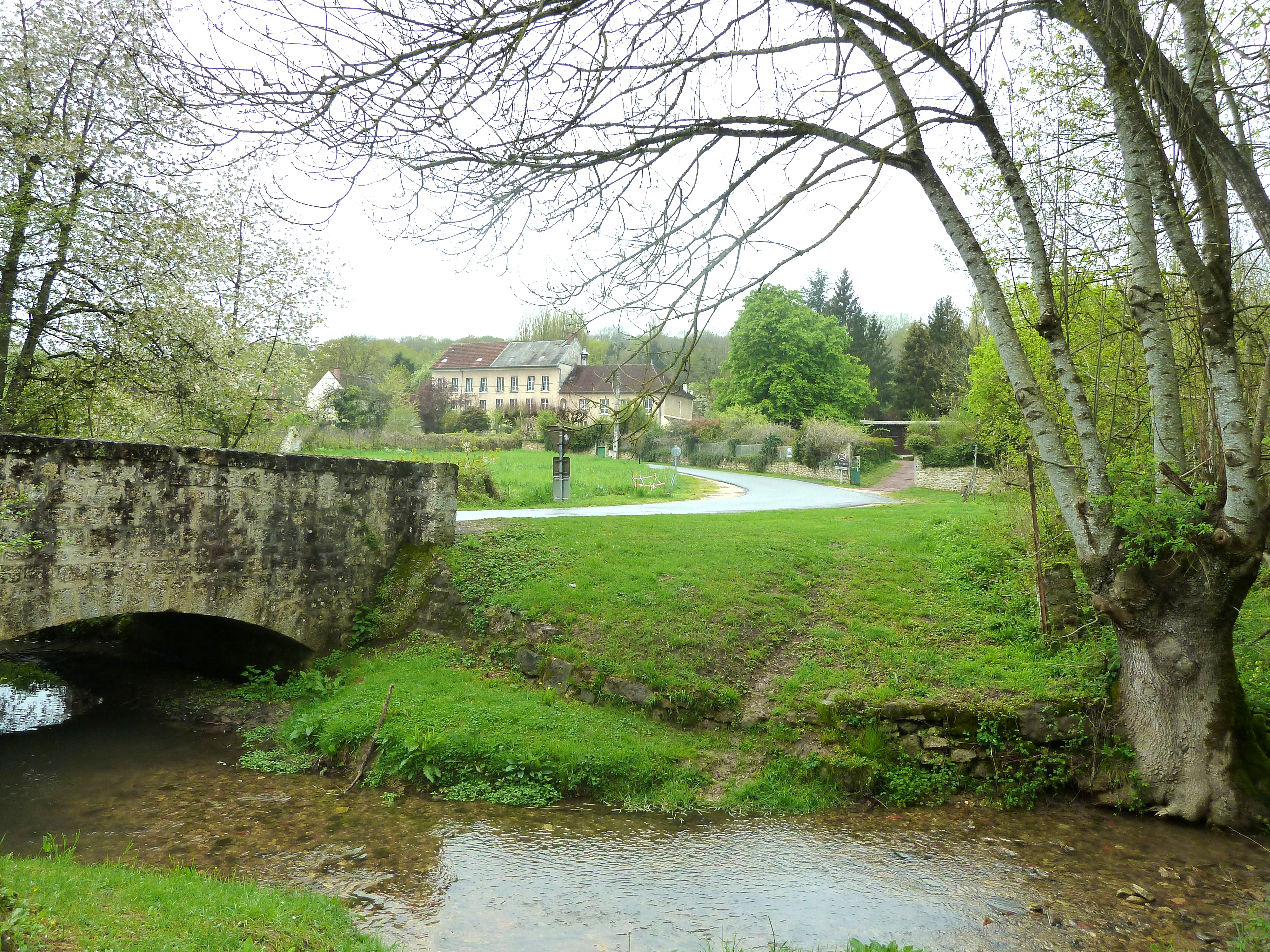
Le ru Moreau.

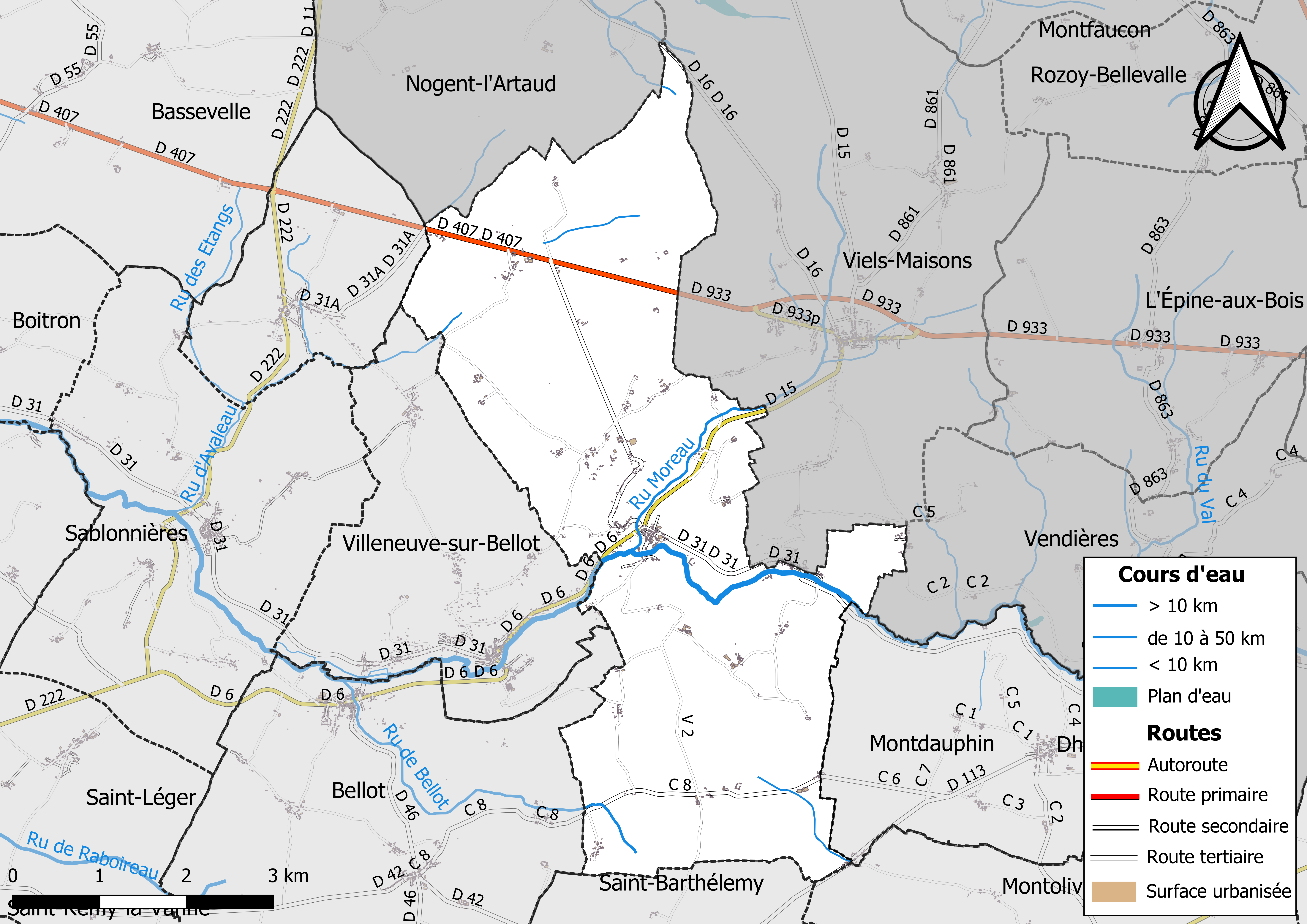
Carte des réseaux hydrographique et routier de Verdelot.

Le réseau hydrographique de la commune se compose de huit cours d'eau référencés :
- la rivière le Petit Morin, long de 86,33 km[2], affluent de la Marne en rive gauche ;
  - le ru d'Avaleau, 4,82 km[3], et ;
  - le ru de Bellot ou ru de ville, 5,01 km[4], et ;
  - le ru Moreau, 6,28 km[5], affluents du Petit Morin ;
- le fossé 01 de l'Étang Saint-Georges1,17 km[6] ;
- le fossé 01 de Laulinoue1,61 km[7] ;
- le fossé 01 du Bois des Haillettes 1,43 km[8] ;
- le cours d'eau 01 de la Tétoie1,35 km[9], qui conflue avec  le ru de Vergis dans l’Aisne.

La longueur totale des cours d'eau sur la commune est de 10,57 km.

#### Gestion des cours d'eau
Afin d’atteindre le bon état des eaux imposé par la Directive-cadre sur l'eau du 23 octobre 2000, plusieurs outils de gestion intégrée s’articulent à différentes échelles : le SDAGE, à l’échelle du bassin hydrographique, et le SAGE, à l’échelle locale. Ce dernier fixe les objectifs généraux d’utilisation, de mise en valeur et de protection quantitative et qualitative des ressources en eau superficielle et souterraine. Le département de Seine-et-Marne est couvert par six SAGE, au sein du bassin Seine-Normandie. La commune fait partie de deux SAGE : « Petit et Grand Morin » et « Petit et Grand Morin ».
Le SAGE « Petit et Grand Morin » a été approuvé le 21 octobre 2016. Il comprend les bassins du Petit Morin (630 km2) et du Grand Morin (1 185 km2). Le pilotage et l’animation du SAGE sont assurés par le syndicat mixte d'aménagement et de gestion des Eaux (SMAGE) des 2 Morin, qualifié de « structure porteuse ».
Le SAGE « Petit et Grand Morin » a été approuvé le 21 octobre 2016. Il comprend les bassins du Petit Morin (630 km2) et du Grand Morin (1 185 km2). Le pilotage et l’animation du SAGE sont assurés par le syndicat mixte d'aménagement et de gestion des Eaux (SMAGE) des 2 Morin, qualifié de « structure porteuse ».

### Climat
Pour des articles plus généraux, voir Climat de l'Île-de-France et Climat de Seine-et-Marne.
En 2010, le climat de la commune est de type climat océanique dégradé des plaines du Centre et du Nord, selon une étude du CNRS s'appuyant sur une série de données couvrant la période 1971-2000. En 2020, Météo-France publie une typologie des climats de la France métropolitaine dans laquelle la commune est exposée à un climat océanique altéré et est dans la région climatique Nord-est du bassin Parisien, caractérisée par un ensoleillement médiocre, une pluviométrie moyenne régulièrement répartie au cours de l’année et un hiver froid (3 °C).
Pour la période 1971-2000, la température annuelle moyenne est de 10,2 °C, avec une amplitude thermique annuelle de 15,3 °C. Le cumul annuel moyen de précipitations est de 734 mm, avec 12 jours de précipitations en janvier et 8,2 jours en juillet. Pour la période 1991-2020, la température moyenne annuelle observée sur la station météorologique la plus proche, située sur la commune de Saint-Cyr-sur-Morin à 14 km à vol d'oiseau, est de 11,2 °C et le cumul annuel moyen de précipitations est de 814,8 mm,. Pour l'avenir, les paramètres climatiques de la commune estimés pour 2050 selon différents scénarios d'émission de gaz à effet de serre sont consultables sur un site dédié publié par Météo-France en novembre 2022.

### Milieux naturels et biodiversité

#### Réseau Natura 2000

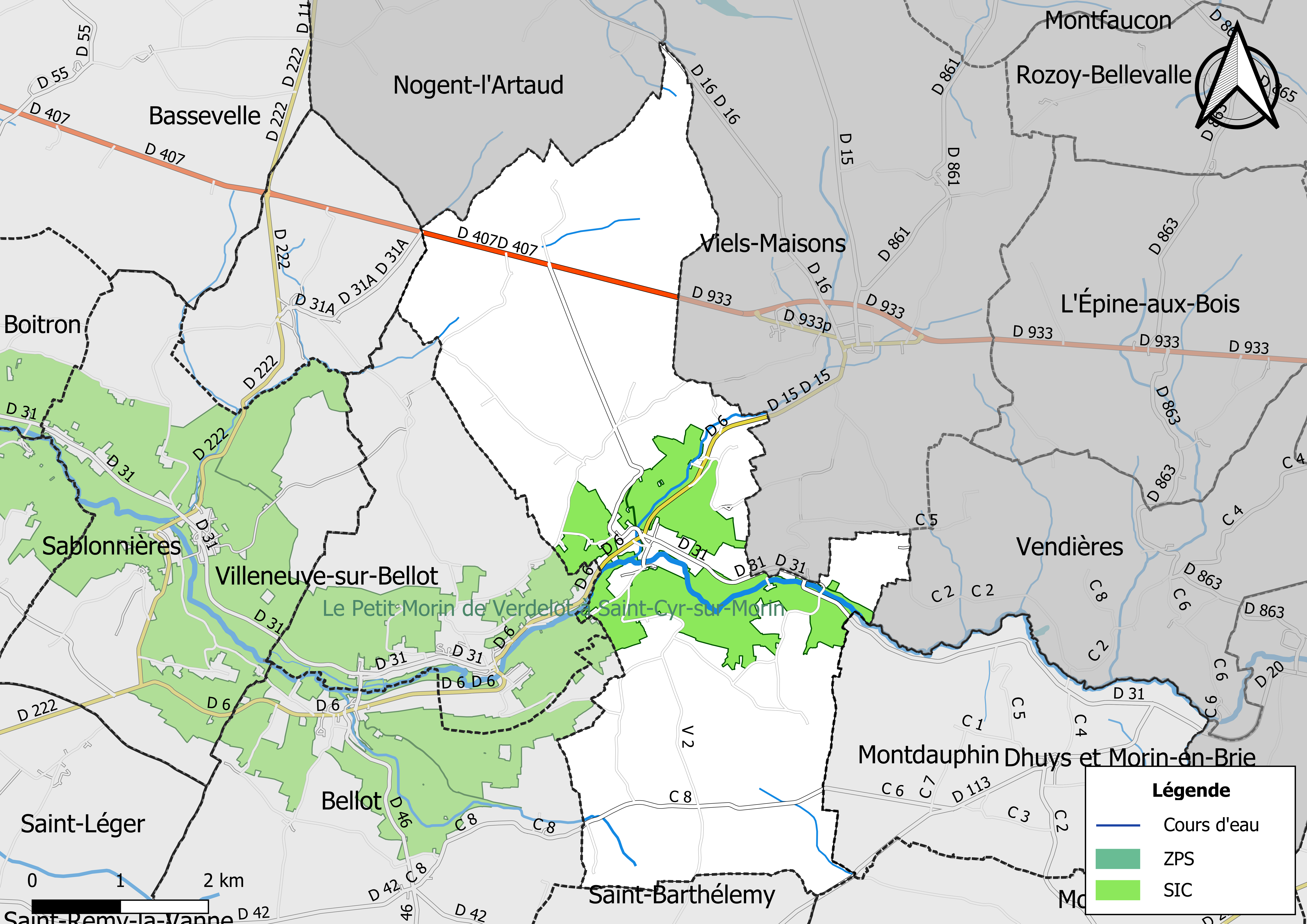
Sites Natura 2000 sur le territoire communal.

Le réseau Natura 2000 est un réseau écologique européen de sites naturels d’intérêt écologique élaboré à partir des Directives « Habitats » et « Oiseaux ». Ce réseau est constitué de Zones spéciales de conservation (ZSC) et de Zones de protection spéciale (ZPS). Dans les zones de ce réseau, les États Membres s'engagent à maintenir dans un état de conservation favorable les types d'habitats et d'espèces concernés, par le biais de mesures réglementaires, administratives ou contractuelles.
Un site Natura 2000 a été défini sur la commune au titre de la « directive Habitats », : 
- le « Petit Morin de Verdelot à Saint-Cyr-sur-Morin », d'une superficie de 3 589 ha, un site qui accueille la plus importante population d’Île-de-France de cuivré des marais (Lycaena dispar) et la deuxième plus importante population d’Île-de-France de sonneur à ventre jaune (Bombina variegata)[22],[23].

#### Zones naturelles d'intérêt écologique, faunistique et floristique
L’inventaire des zones naturelles d'intérêt écologique, faunistique et floristique (ZNIEFF) a pour objectif de réaliser une couverture des zones les plus intéressantes sur le plan écologique, essentiellement dans la perspective d’améliorer la connaissance du patrimoine naturel national et de fournir aux différents décideurs un outil d’aide à la prise en compte de l’environnement dans l’aménagement du territoire.
Le territoire communal de Verdelot comprend une ZNIEFF de type 1,,, 
le « Petit Morin » (30,09 ha), couvrant 10 communes du département.
, et une ZNIEFF de type 2,, 
la « vallée du Petit Morin de Verdelot à la Ferte Sous-Jouarre » (4 988,89 ha), couvrant 15 communes du département.

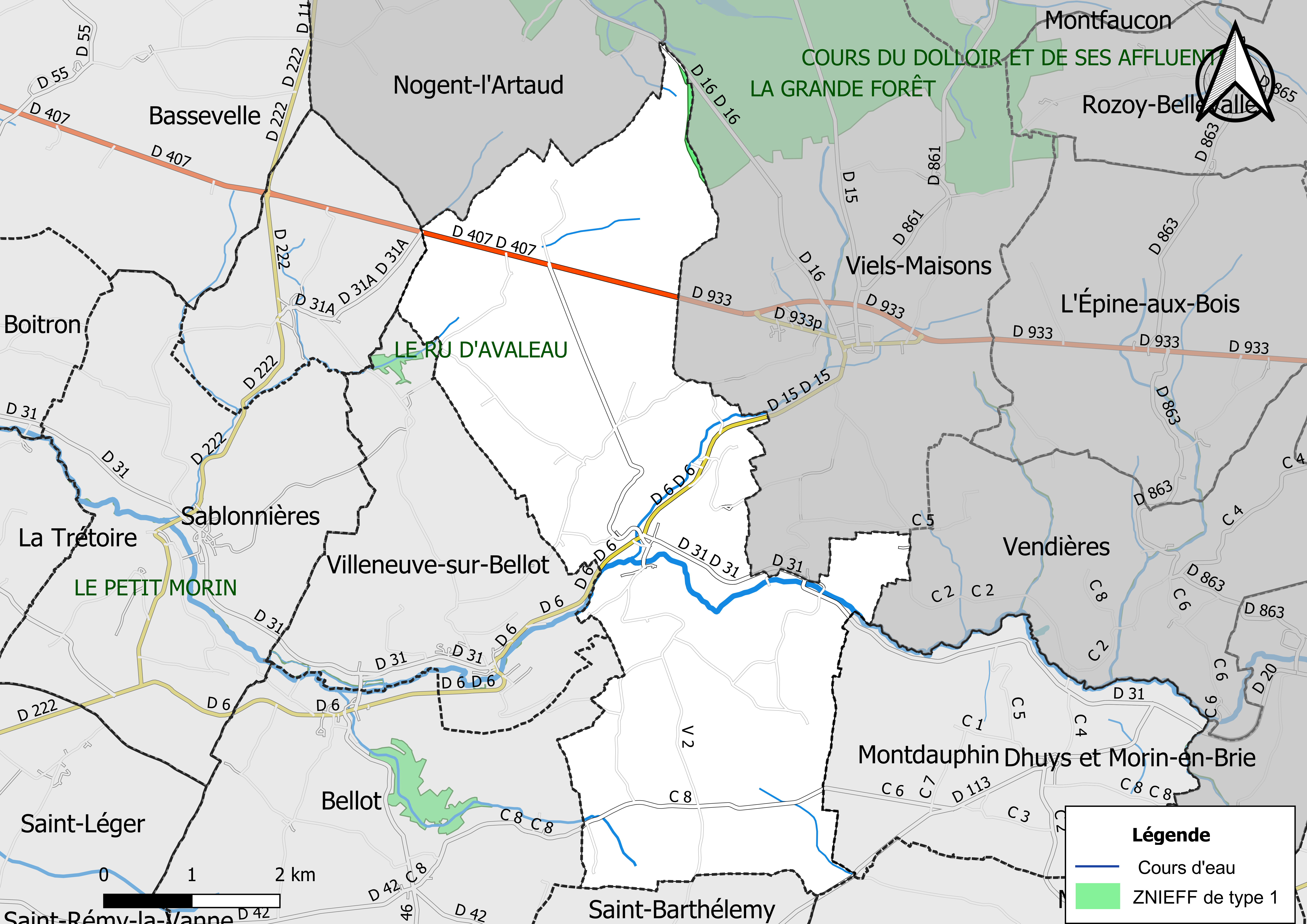
Carte des ZNIEFF de type 1 de la commune.
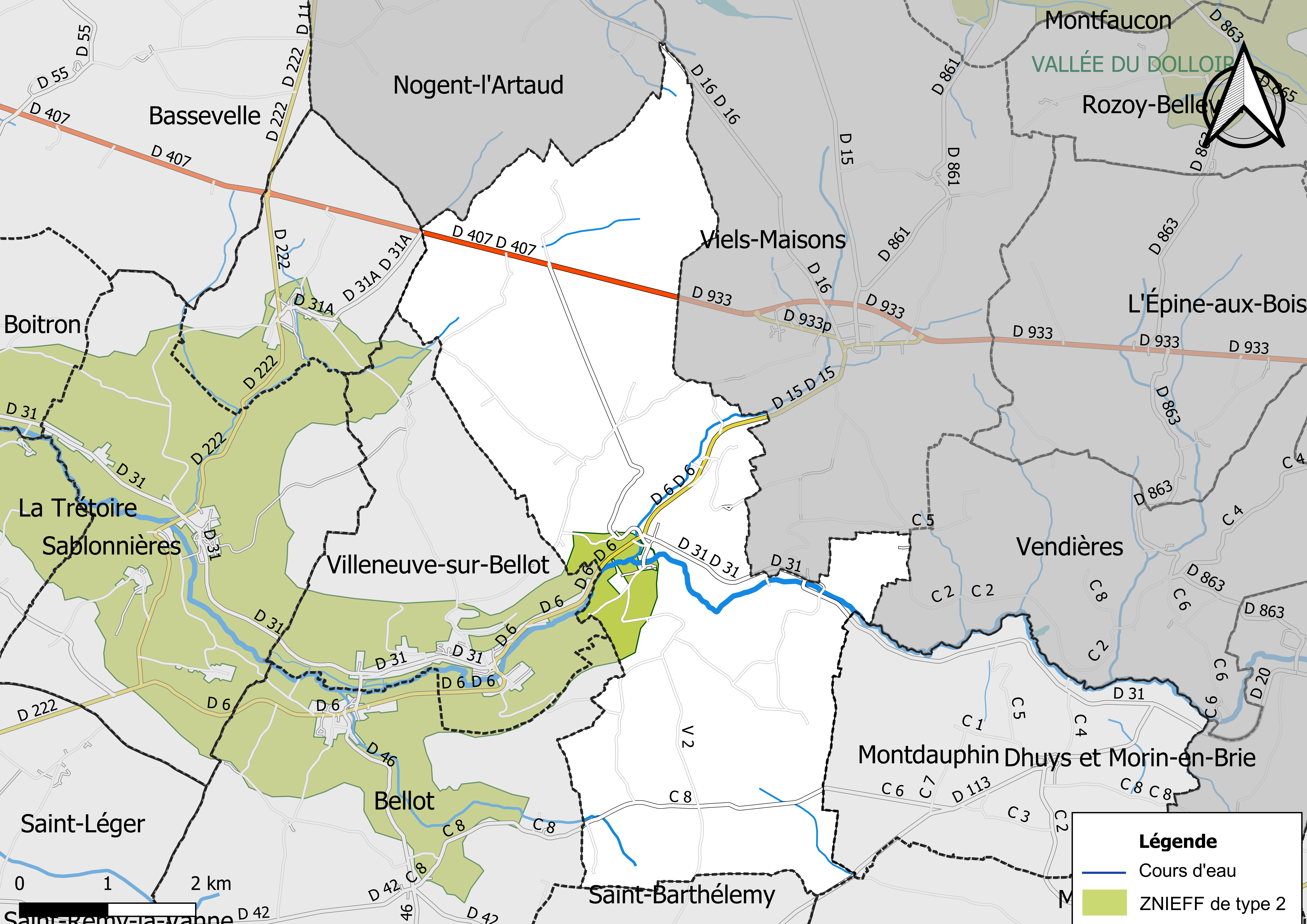
Carte des ZNIEFF de type 2 de la commune.

## Urbanisme

### Typologie
Au 1er janvier 2024, Verdelot est catégorisée commune rurale à habitat dispersé, selon la nouvelle grille communale de densité à sept niveaux définie par l'Insee en 2022.
Elle est située hors unité urbaine. Par ailleurs la commune fait partie de l'aire d'attraction de Paris, dont elle est une commune de la couronne,. Cette aire regroupe 1 929 communes,.

### Lieux-dits et écarts
La commune compte 275 lieux-dits administratifs répertoriés consultables ici (source : le fichier Fantoir) dont le Prieuré, Saint-Georges, Replonges, la Croix Viornée, la Haute Croix, le Corbier, le château Launoy-Renault.

### Occupation des sols
L'occupation des sols de la commune, telle qu'elle ressort de la base de données européenne d’occupation biophysique des sols Corine Land Cover (CLC), est marquée par l'importance des territoires agricoles (90,1 % en 2018), une proportion identique à celle de 1990 (90,1 %). La répartition détaillée en 2018 est la suivante : 
terres arables (76,2% ), prairies (10,7% ), forêts (8,8% ), zones agricoles hétérogènes (3,2% ), zones urbanisées (1,1 %).
Parallèlement, L'Institut Paris Région, agence d'urbanisme de la région Île-de-France, a mis en place un inventaire numérique de l'occupation du sol de l'Île-de-France, dénommé le MOS (Mode d'occupation du sol), actualisé régulièrement depuis sa première édition en 1982. Réalisé à partir de photos aériennes, le Mos distingue les espaces naturels, agricoles et forestiers mais aussi les espaces urbains (habitat, infrastructures, équipements, activités économiques, etc.) selon une classification pouvant aller jusqu'à 81 postes, différente de celle de Corine Land Cover,,. L'Institut met également à disposition des outils permettant de visualiser par photo aérienne l'évolution de l'occupation des sols de la commune entre 1949 et 2018.

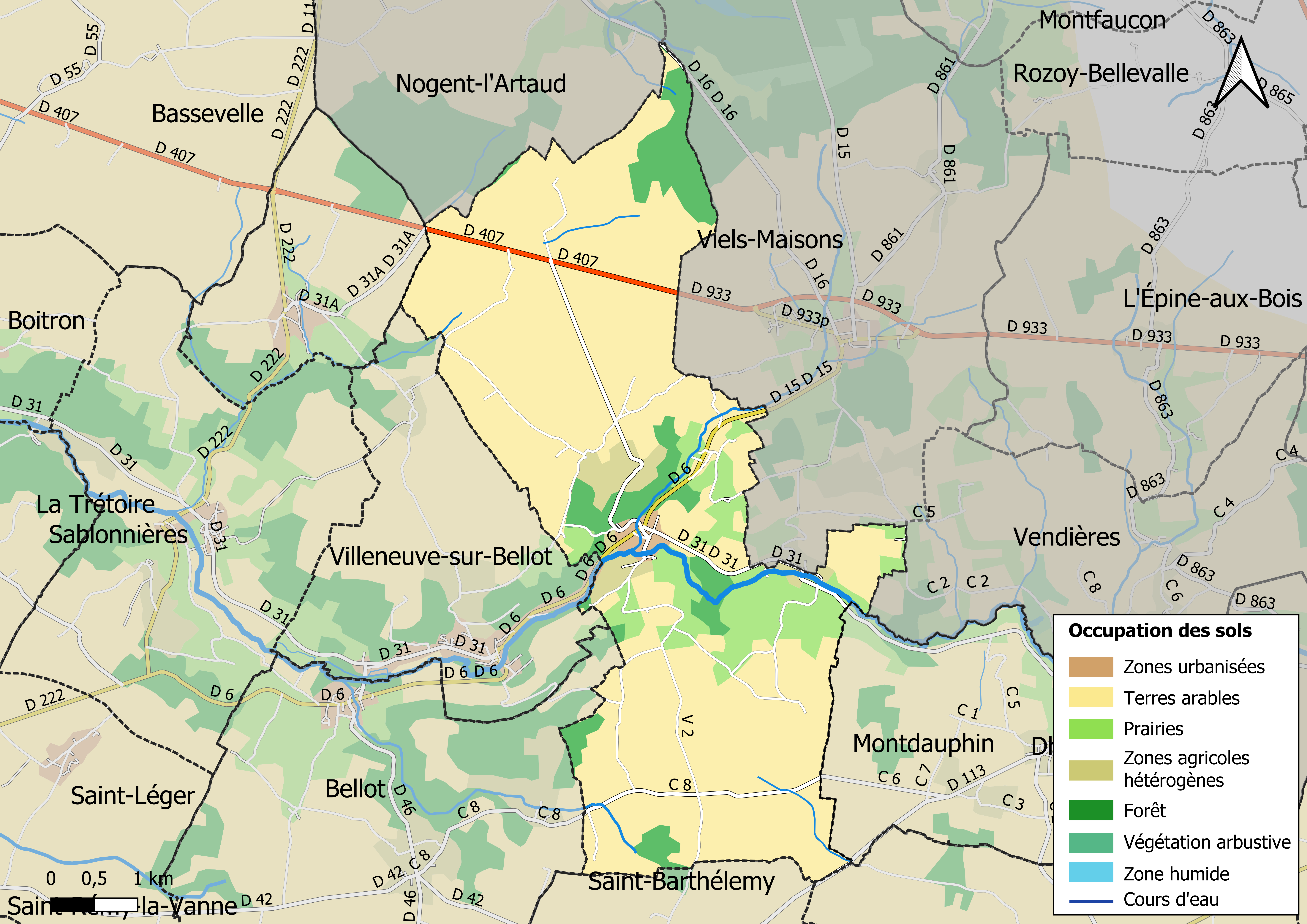
Carte des infrastructures et de l'occupation des sols en 2018 (CLC) de la commune.
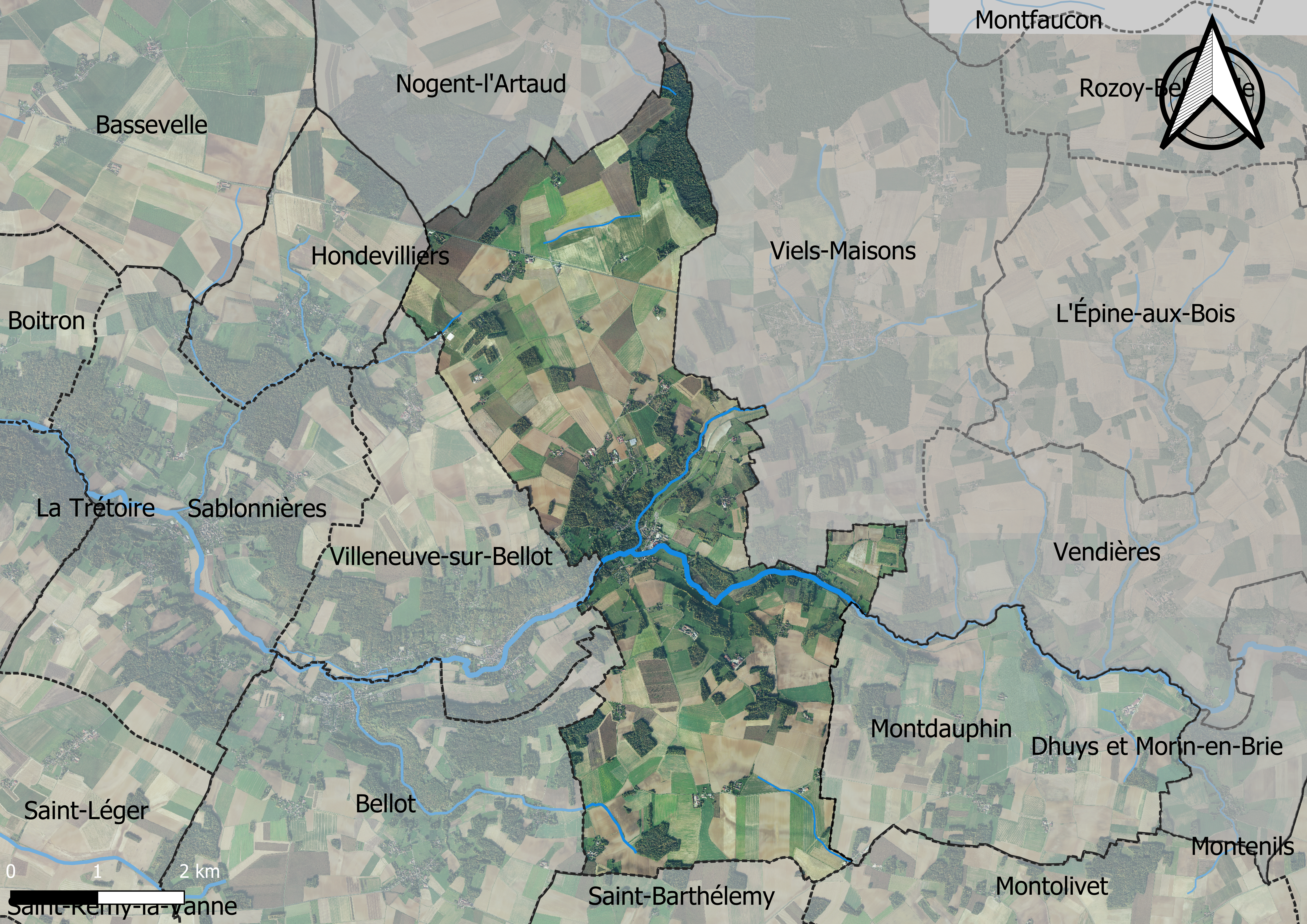
Carte orhophotogrammétrique de la commune.

### Planification
La commune, en 2019, avait engagé l'élaboration d'un plan local d'urbanisme intercommunal couvrant le territoire de la communauté de communes des Deux Morin, prescrit le 28 juin 2018, était en élaboration,.

### Logement
En 2016, le nombre total de logements dans la commune était de 445 dont 83,5 % de maisons et 4,1 % d'appartements.
Parmi ces logements, 66,5 % étaient des résidences principales, 25,4 % des résidences secondaires et 8,2 % des logements vacants.
La part des ménages fiscaux propriétaires de leur résidence principale s'élevait t à 79,6 % contre 15,6 % de locataires dont, 0,7 % de logements HLM loués vides (logements sociaux) et, 4,8 % logés gratuitement.

## Toponymie
Le nom de la localité est mentionné sous les formes Vezdelo en 1120 ; Verzelo et Verzelou vers 1172 ; Verdelou en 1288 ; Verdelo au XIIIe siècle ; Le prieuré Notre Dame à Verdelot au XVIIe siècle.
Verdelot peut provenir du germanique « vernos », aulne, ou du latin « vividus locus », lieu verdoyant.
Verdelot est un sobriquet, c'est un dérivé de verdeley. Verdeley est un sobriquet, l'origine de ce nom est française son étymologie vient de verdeler : « entre-lasser », désignant le vannier.

## Histoire
La commune était desservie entre 1889 et 1947, par la ligne de La Ferté-sous-Jouarre à Montmirail, de la  compagnie de chemins de fer départementaux (CFD).

## Politique et administration

### Liste des maires
| Période   | Période  | Identité        | Étiquette | Qualité                                |
| --------- | -------- | --------------- | --------- | -------------------------------------- |
| 1989      | 2001     | Michel Maillot  |           | Conseiller régional IDF de 1986 à 1992 |
| mars 2001 | 2020     | Rémy Lemoine    |           | Retraité                               |
| 2020      | En cours | André Parruitte |           | Retraité                               |

## Équipements et services

### Eau et assainissement
L’organisation de la distribution de l’eau potable, de la collecte et du traitement des eaux usées et pluviales relève des communes. La loi NOTRe de 2015 a accru le rôle des EPCI à fiscalité propre en leur transférant cette compétence. Ce transfert devait en principe être effectif au 1er janvier 2020, mais la loi Ferrand-Fesneau du 3 août 2018 a introduit la possibilité d’un report de ce transfert au 1er janvier 2026,.

#### Assainissement des eaux usées
En 2020, la commune de Verdelot gère le service d’assainissement collectif (collecte, transport et dépollution) en régie directe, c’est-à-dire avec ses propres personnels.
L’assainissement non collectif (ANC) désigne les installations individuelles de traitement des eaux domestiques qui ne sont pas desservies par un réseau public de collecte des eaux usées et qui doivent en conséquence traiter elles-mêmes leurs eaux usées avant de les rejeter dans le milieu naturel. Le Syndicat mixte d'assainissement du Nord-Est  (SIANE) assure pour le compte de la commune le service public d'assainissement non collectif (SPANC), qui a pour mission de vérifier la bonne exécution des travaux de réalisation et de réhabilitation, ainsi que le bon fonctionnement et l’entretien des installations,.

#### Eau potable
En 2020, l'alimentation en eau potable est assurée par le syndicat de l'Eau de l'Est seine-et-marnais (S2E77) qui gère le service en régie,,.

## Population et société

### Démographie
L'évolution du nombre d'habitants est connue à travers les recensements de la population effectués dans la commune depuis 1793. Pour les communes de moins de 10 000 habitants, une enquête de recensement portant sur toute la population est réalisée tous les cinq ans, les populations de référence des années intermédiaires étant quant à elles estimées par interpolation ou extrapolation. Pour la commune, le premier recensement exhaustif entrant dans le cadre du nouveau dispositif a été réalisé en 2005.

En 2022, la commune comptait 626 habitants, en évolution de −9,8 % par rapport à 2016 (Seine-et-Marne : +3,92 %, France hors Mayotte : +2,11 %).
| 1793 | 1800 | 1806  | 1821  | 1831  | 1836  | 1841  | 1846  | 1851  |
| ---- | ---- | ----- | ----- | ----- | ----- | ----- | ----- | ----- |
| 985  | 994  | 1 176 | 1 020 | 1 195 | 1 183 | 1 175 | 1 129 | 1 136 |

| 1856  | 1861  | 1866  | 1872  | 1876  | 1881 | 1886  | 1891 | 1896 |
| ----- | ----- | ----- | ----- | ----- | ---- | ----- | ---- | ---- |
| 1 138 | 1 143 | 1 120 | 1 054 | 1 100 | 969  | 1 002 | 942  | 938  |

| 1901 | 1906 | 1911 | 1921 | 1926 | 1931 | 1936 | 1946 | 1954 |
| ---- | ---- | ---- | ---- | ---- | ---- | ---- | ---- | ---- |
| 942  | 943  | 938  | 831  | 806  | 750  | 709  | 674  | 671  |

| 1962 | 1968 | 1975 | 1982 | 1990 | 1999 | 2005 | 2006 | 2010 |
| ---- | ---- | ---- | ---- | ---- | ---- | ---- | ---- | ---- |
| 578  | 572  | 524  | 526  | 613  | 653  | 726  | 728  | 726  |

| 2015 | 2020 | 2022 | - | - | - | - | - | - |
| ---- | ---- | ---- | - | - | - | - | - | - |
| 692  | 641  | 626  | - | - | - | - | - | - |

### Événements
L'Association Artistique des Deux Morin organise depuis plus de 25 ans un concert de musique classique en l'église de Verdelot.[réf. nécessaire]

### Sports
- Base de canoë-kayak.

## Économie

### Revenus de la population et fiscalité
En 2018, le nombre de ménages fiscaux de la commune était de 281, représentant 657 personnes et la  médiane du revenu disponible par unité de consommation  de 22 710 euros.

### Emploi
En 2017 , le nombre total d’emplois dans la zone était de 239, occupant 308 actifs  résidants.
Le taux d'activité de la population (actifs ayant un emploi) âgée de 15 à 64 ans s'élevait à 68 % contre un taux de chômage de 9,8 %.
Les 22,2 % d’inactifs se répartissent de la façon suivante : 7,9 % d’étudiants et stagiaires non rémunérés, 7,7 % de retraités ou préretraités et 6,7 % pour les autres inactifs.

### Secteurs d'activité

#### Entreprises et commerces
En 2019, le nombre d’unités légales et d’établissements (activités marchandes hors agriculture. ) par secteur d'activité était de 55 dont 7 dans l’industrie manufacturière, industries extractives et autres, 10 dans la construction, 15 dans le commerce de gros et de détail, transports, hébergement et restauration, 2 dans l’Information et communication, 1 dans les activités financières et d'assurance, 1 dans les activités immobilières, 8 dans les activités spécialisées, scientifiques et techniques et activités de services administratifs et de soutien, 1 dans l’administration publique, enseignement, santé humaine et action sociale et 10  étaient relatifs aux autres activités de services.
En 2020, 4 entreprises individuelles ont été créées sur le territoire de la commune.
Au 1er janvier 2021, la commune ne possédait aucun hôtel  mais un terrain de camping disposant de 106 emplacements.
- Moulins à farine Bourgeois Frères.

#### Agriculture
Verdelot est dans la petite région agricole dénommée la « Brie laitière » (anciennement Brie des étangs), une partie de la Brie à l'est de Coulommiers. En 2010, l'orientation technico-économique de l'agriculture sur la commune est la culture de céréales et d'oléoprotéagineux (COP).
Si la productivité agricole de la Seine-et-Marne se situe dans le peloton de tête des départements français, le département enregistre un double phénomène de disparition des terres cultivables (près de 2 000 ha par an dans les années 1980, moins dans les années 2000) et de réduction d'environ 30 % du nombre d'agriculteurs dans les années 2010. Cette tendance se retrouve au niveau de la commune où le nombre d’exploitations est passé de 34 en 1988 à 26 en 2010. Parallèlement, la taille de ces exploitations augmente, passant de 76 ha en 1988 à 118 ha en 2010.
Le tableau ci-dessous présente les principales caractéristiques des exploitations agricoles de Verdelot, observées sur une période de 22 ans : 
|                                      | 1988  | 2000  | 2010  |
| ------------------------------------ | ----- | ----- | ----- |
| Dimension économique,                |       |       |       |
| Nombre d’exploitations (u)           | 34    | 33    | 26    |
| Travail (UTA)                        | 59    | 49    | 43    |
| Surface agricole utilisée (ha)       | 2 581 | 3 207 | 3 062 |
| Cultures                             |       |       |       |
| Terres labourables (ha)              | 2 282 | 2 976 | 2 818 |
| Céréales (ha)                        | 1 438 | 1 950 | 1 877 |
| dont blé tendre (ha)                 | 909   | 1284  | s     |
| dont maïs-grain et maïs-semence (ha) | 313   | 267   | 278   |
| Tournesol (ha)                       | 40    |       | s     |
| Colza et navette (ha)                | 133   | s     | 289   |
| Élevage                              |       |       |       |
| Cheptel (UGBTA)                      | 1 420 | 679   | 546   |

## Culture locale et patrimoine

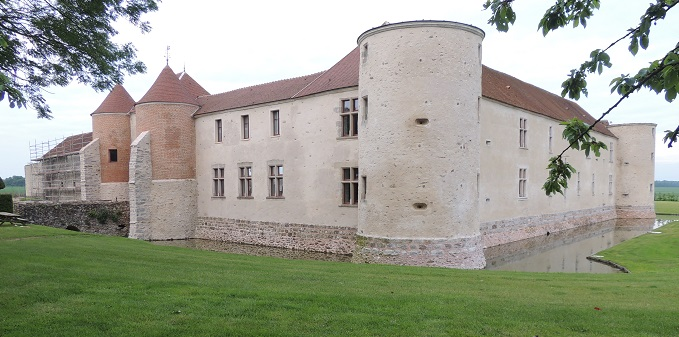
Le château de Launoy-Renault.

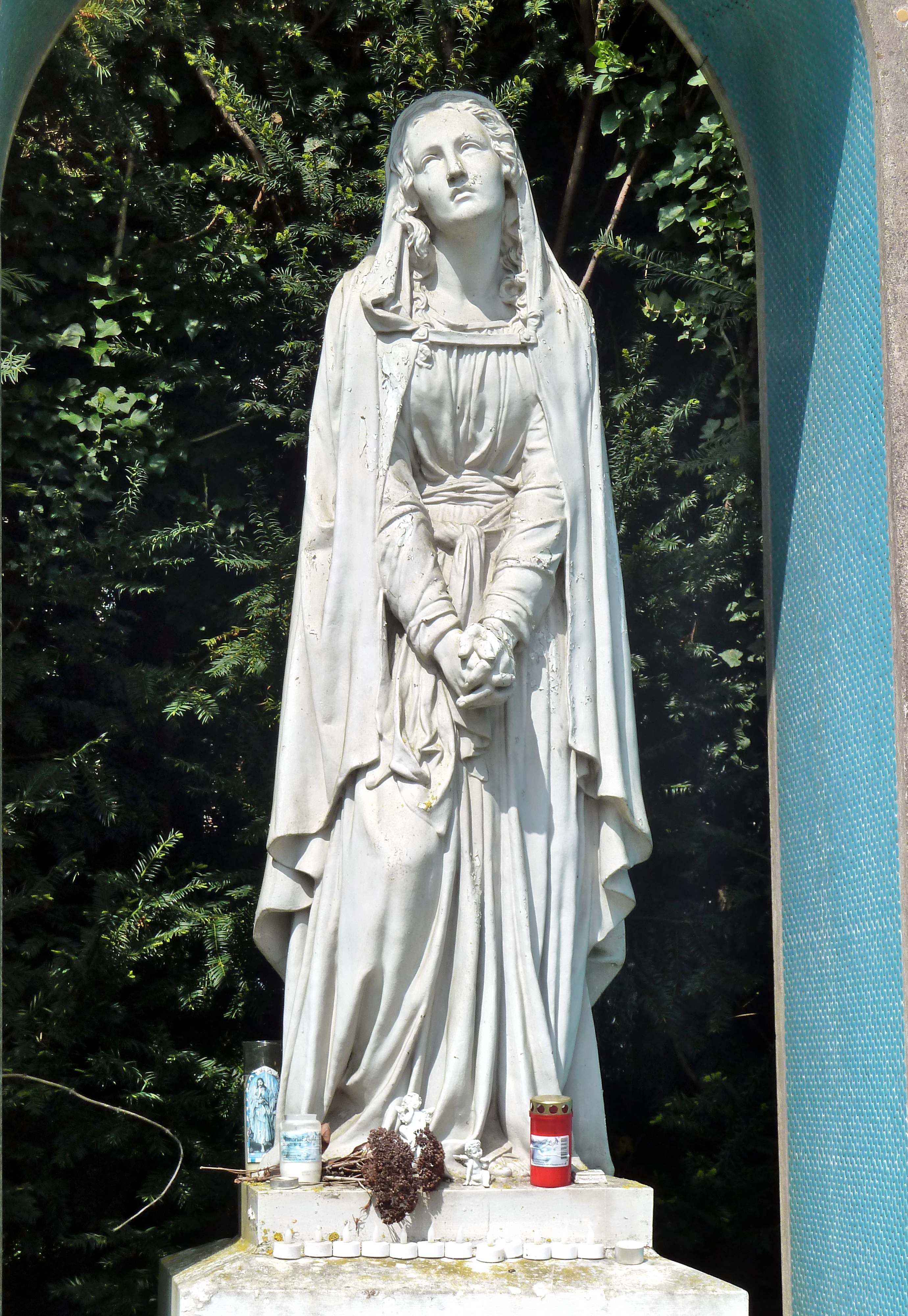
Notre Dame de Pitié (1865)

### Lieux et monuments
- Le château de Launoy-Renault,  Inscrit MH (1986, escalier ; élévation ; tour ; toiture ; décor intérieur)[64] ;
- L'église Saint-Crépin-et-Saint-Crépinien (XIIe siècle) et (XVIe siècle),  Inscrit MH (1927)[65],[66], auquel il convient d’ajouter le patrimoine mobilier classé suivant : 
  - Statue de la Vierge à l'Enfant dite Notre-Dame-de-Verdelot (Autel)[67] ;
  - Statuette : Vierge à l'Enfant (Niche, sous le porche )[68] ;
  - Plaque commémorative, inscription gravée sur quatre lignes de travaux faits dans l'église en 1536. Lettres peintes en noir[69] ;
  - Dalle funéraire de Jacques de Blond, mort en 1531 (Bas-côté gauche )[70] ;
  - Deux statues : Saint Crépin et Saint Crépinien[71] ;
  - Fonts baptismaux et réserve (Entrée de la nef)[72].
- L'ancienne chapelle du prieuré Notre-Dame ;
- La statue Notre Dame de Pitié (1865) et source de la « Fontaine aux fièvres » (pèlerinage qui daterait du XIe siècle[73])
- Le monastère de la Source Guérissante, 2 rue Pascal Jardin,  monastère bouddhiste vietnamien fondé par Thích Nhất Hạnh le 15 octobre 2018, dans l'ancien couvent du XIXe siècle des Sœurs Augustines de Meaux
- Le château de La Roche : ancienne demeure des seigneurs de Verdelot ;
- Le jardin du Point du jour[74],

### Personnalités liées à la commune
- Philippe Verdelot (1480/1485–1530/1532) figure parmi les plus grands compositeurs français du début du XVIe siècle. Il passa la plus grande partie de sa carrière en Italie où il est considéré comme l'un des fondateurs du madrigal. Il serait né au hameau des Loges.
- Antoine Charles Augustin d'Allonville (1735-1792), maréchal de camp, né au château de La Roche.
- Armand François d'Allonville (1764-1853), officier puis auteur de mémoires, né au château de La Roche.
- Brice Parain (1897-1971), philosophe et essayiste français, décédé et inhumé à Verdelot, où il possédait une maison, Le Pressoir.
- Pascal Jardin (1934-1980), écrivain, dialoguiste et scénariste français ; il résida à Verdelot, une rue de la commune porte son nom.
- Alexandre Jardin (1965), écrivain  et cinéaste français, fils du précédent.

### Héraldique
| Blason de Verdelot | Blason  | De gueules à la porte de forteresse de Launoy-Renault d'or, ouverte, ajourée et essorée de sable ; au chef d'argent chargé d'une rose d'azur accostée de deux roues de moulin de sable. |
| Blason de Verdelot | Détails | Le statut officiel du blason reste à déterminer. |